# 강원은행
강원은행(江原銀行, Kangwon Bank)은 1970년에 설립되어 1999년까지 존속하였던 대한민국의 지방은행이었다. 1997년 외환 위기 이후 경영난에 봉착하자, 1999년에 퇴출은행으로 지정되어 조흥은행(現 신한은행)에 흡수합병되었다.
본점은 강원도 춘천시 금강로 81(운교동 166)에 있었으며, 조흥은행을 거쳐서 신한은행 강원영업부로 개편되어 현재도 영업 중이다.

## 연혁
- 1970년 4월 강원은행 설립
- 1972년 3월 증권거래소 상장
- 1985년 9월 비자카드 업무 개시
- 1986년 10월 온라인 전산망 개설
- 1987년 9월 기업금전신탁 업무 개시
- 1998년 2월 현대종합금융과 합병
- 1999년 9월 조흥은행(現 신한은행)에 흡수합병